# Mojolebak
Mojolebak is een bestuurslaag in het regentschap Mojokerto van de provincie Oost-Java, Indonesië. Mojolebak telt 4668 inwoners (volkstelling 2010).